# Cahiers pour une morale
Cahiers pour une morale és un assaig filosòfic de Jean-Paul Sartre publicat a títol pòstum el 1983 dins la col·lecció Bibliothèque de philosophie per l'editorial Gallimard. El llibre reuneix en quaderns una sèrie de citacions i judicis que va escriure entre 1947 i 1948; el filosof planteja la qüestió de la «Gran Moral» i reuneix una juxtaposició de judicis sobre la història, el misticisme i la filosofia.
En els quaderns, tres en total i inacabats, Sartre reflecteix com s'estableix i desenvolupa una visió de la moral que troba respostes en la 'autenticitat', individual, més enllà de la simple sinceritat: «Être authentique, c’est accepter consciemment, prendre sur soi et supporter le paradoxe de l'existence humaine et de notre échec» —Ser autèntic, acceptar conscientment, prendre [consciencia] per si mateix i suportar la paradoxa de l'existència humana i del nostre fracàs—; defensa proposicions que semblem contradictòries, tractant l'humanisme universal o l'ètica kantiana, però també afirmant que l'imperatiu categòric és insuficient per prendre una decisió concreta. Escriu que la llibertat no és mai abstracte, és necessària una situació concreta per exercir-la i, d'aquí la tesi que l'imperatiu categòric no és suficient: la moral ha de ser «reinventada» i materialitzada en funció de cada situació particular. Per altra banda, també defineix la moral com «l'ensemble d'actes par lesquels l'homme décide pour soi et pour autrui dans et par l'Histoire de l'essence de l'homme» —el conjunt d'actes pels quals l'home decideix per si mateix i pels altres dins i per la Història de l'essència de l'home.